# Alter Friedhof (Obersontheim)

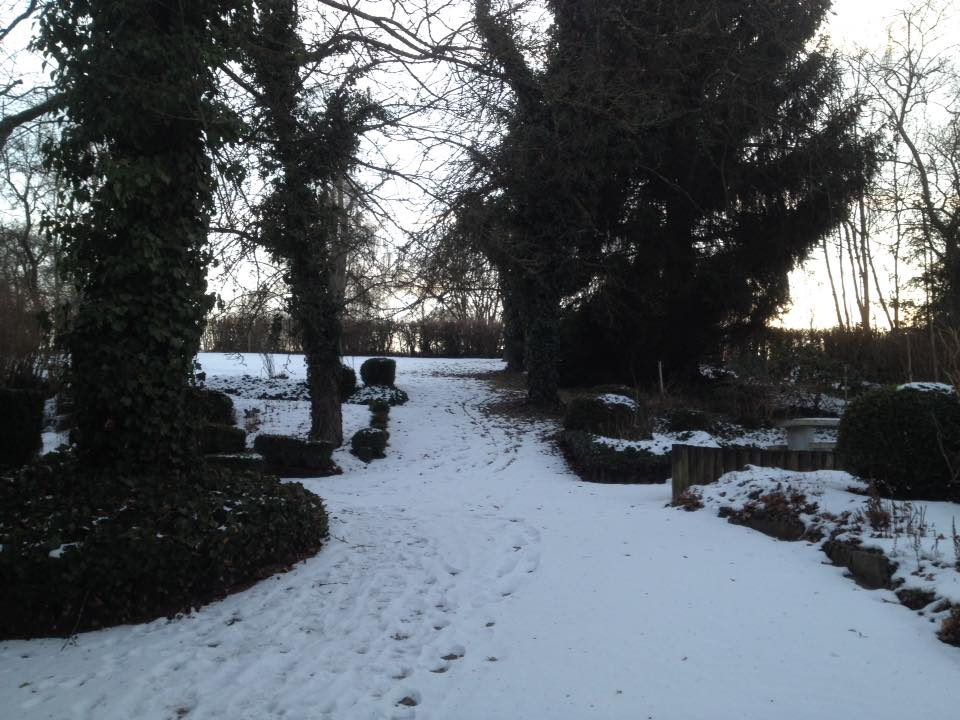
Alter Friedhof in Obersontheim.

Der Alte Friedhof in Obersontheim (Landkreis Schwäbisch Hall) wurde 1602 angelegt und bis ins frühe 19. Jahrhundert genutzt. Weil man ihn nicht mehr erweitern konnte, wurde 1815 der nur wenig südwestlich davon gelegene neue Friedhof eingeweiht.

## Lage
Der ehemalige Friedhof liegt südwestlich der Evangelischen Kirche, zwischen Kirche und heutigem Friedhof, auf einem nach Südwesten leicht ansteigenden Hanggrundstück.

## Geschichte
Die Einwohner Obersontheims wurden ursprünglich in Untersontheim begraben, wohin die Gemeinde von alters her eingepfarrt war. Nach dem Bau der 1587 eingeweihten Kirche unter Friedrich VII. Schenk von Limpurg erhielt die Gemeinde wenige Jahre später auch einen eigenen Friedhof auf dem sich südwestlich an die Kirche anschließenden Grundstück. Während die Schenken von Limpurg ihre Begräbnisse in der Kirche hatten, wurden auf dem Friedhof die Untertanen und einige von auswärts stammende Amtmänner sowie auch verschiedene Adelige beerdigt.
Der alte Friedhof war teilweise ummauert, hauptsächlich aber von einer Hecke umgeben. 1715 wurde die nördliche Ecke des Friedhofs umgestaltet, als zwei Schwestern der Adelsfamilie Gaisberg dort bestattet werden sollten. Sie hatten noch zu Lebzeiten eine Bestattung in der Kirche gewünscht. Da die Schenken von Limpurg, die hätten zustimmen müssen, aber 1713 ausgestorben waren und ihre Rechtsnachfolge noch nicht abschließend geklärt, blieb den Gaisberg-Schwestern die Kirchenbestattung versagt. Die Angehörigen einigten sich deswegen mit der politischen Gemeinde darauf, dass in der Geländestufe unterhalb der Gräber der Amtmänner eine in sich geschlossenes Gaisberg-Grabstätte eingerichtet werden sollte. Die heutige Terrassierung des Geländes in diesem Bereich rührt noch von dieser Umgestaltung her.
Als 1750 die große hölzerne Freitreppe an die Kirche angebaut wurde, musste der Zugang zum Friedhof umgestaltet werden, da es zwischen dem Pfarrhaus und der Freitreppe kaum mehr einen würdigen Raum für Begräbnisgesellschaften gab.
Um 1800 wurde der Friedhof zu klein für den Ort. Einer Erweiterung nach Süden oder nach Osten lag der Pfarrgarten im Weg. Weiter südwestlich gab es zwar ausreichend freie Acker- und Gartenfläche, aber es ließ sich von Seiten der Gemeinde keine Einigung mit den unmittelbaren Anliegern erzielen, so dass der Friedhof schließlich aufgegeben und wenige hundert Meter südwestlich der heutige Friedhof angelegt wurde.
Bis etwa 1830 waren auf dem alten Friedhof noch einige Grabstellen zu erkennen, bald danach wurde er zur Hälfte dem Pfarrgarten zugeschlagen. Im späten 19. Jahrhundert wurden die Grundstücke neu parzelliert. Heute ist der alte Friedhof nur noch ansatzweise als solcher zu erkennen. Die dem Pfarrgarten zugeschlagenen Flächen seiner einstigen Ausdehnung sind seit längerem mit Obstbäumen bepflanzt. Die verbliebenen Flächen lassen aufgrund ihrer Terrassierung noch die einstige Aufteilung und Reste der Wege erkennen. Vom Gaisberg’schen Begräbnis sind zwei alte Grabplatten erhalten, neben denen in jüngerer Zeit eine Sitzgruppe aufgestellt wurde. Zwei Obelisk-artige Grabmäler von Obersontheimer Amtsleuten aus dem 18. Jahrhundert wurden auf den neuen Friedhof versetzt.